# Zhu Guanghu
Zhu Guanghu (* 25. September 1949 in Shanghai, Volksrepublik China) ist ein ehemaliger chinesischer Fußballspieler und aktueller -trainer. Er war bis zum 22. August 2007 der Cheftrainer der chinesischen Nationalmannschaft.

## Spielerkarriere

### Verein
Zhu war Mittelfeldspieler für das Fußballteams von Bayi FC und Shanghai FC.

### Nationalmannschaft
Zhu spielte im B-Team Chinas auf verschiedenen Positionen, schaffte aber nie den Sprung in den A-Kader.

## Trainerkarriere
Nach dem Ende seiner Karriere als Spieler wurde Zhu Trainer, zuerst bei Nachwuchsmannschaften, darunter auch die Chinesische-Juniorennationalmannschaft. Unter anderem trainierte er Li Jinyu und Li Tie, die später nach Europa wechselten und dort größere Bekanntheit erlangten. 1998 wurde er unter Bob Houghton Assistenztrainer der chinesischen Nationalmannschaft. Nachdem die Qualifikation für die Olympischen Spiele 2000 misslang, wurde Houghton durch Bora Milutinović ersetzt. Auch Zhu verließ seinen Posten wieder und wurde Trainer des chinesischen Vereins Shenzhen Ping’an, der 2003 in Shenzhen Jianlibao umbenannt wurde. Dort blieb er fünf Jahre, sein größter Erfolg war der Gewinn der ersten Austragung der Chinese Super League im Jahre 2004. 2002 wurde er, damals noch in der Vorgängerliga Jia-A League, Vizemeister hinter Dalian Shide und 2003 dritter.
Am 9. März 2005 wurde Zhu als Nachfolger des niederländischen Trainers Arie Haan 23. Nationaltrainer Chinas seit der Gründung der Republik im Jahre 1949.[2][3][1] Zudem waren seine Lohnkosten geringer als die ausländischer Trainer. Sein Hauptziel bestand darin, eine neue Nationalmannschaft aus überwiegend jungen Spielern zu bilden, um sich für die Fußball-Weltmeisterschaft 2010 qualifizieren. Im Jahr 2005 gewann die chinesische Nationalmannschaft das erste Mal einen Titel, den ostasiatischen Pokal, welcher allerdings einen relativ geringen Stellenwert hat.[1] Danach geriet seine Taktik vermehrt als zu offensiv in die Kritik. Aufgrund schlechter Leistungen der Mannschaft forderten immer mehr Fans Zhus Rücktritt und griffen sogar sein Auto an. Da das Team 2007 erstmals nach 27 Jahren in der ersten Runde des Asienpokals ausschied, trat er kurz darauf zurück.[3]
2008 unterzeichnete Zhu bei Wuhan Guanggu einen Vertrag, doch noch im gleichen Jahr zog der Vorstand sein Team vom regulären Spielverkehr zurück, so dass auch Zhu erneut ohne Trainerposten war. Am 31. August 2009 unterzeichnete er dann bei den Shaanxi Chanba einen Dreijahresvertrag und ersetzte seinen Landsmann Cheng Yaodong.

## Erfolge

### Als Trainer
- Gewinn der Chinese Super League mit Shenzhen Ruby: 2004
- Gewinn der Fußball-Ostasienmeisterschaft mit China: 2005